# Cyborg (film)
Cyborg (1989) este un film SF american cu arte marțiale regizat de Albert Pyun.

## Prezentare
Jean-Claude Van Damme interpretează rolul lui Gibson Rickenbacker, un mercenar care se luptă cu un grup de criminali condus de Fender Tremolo (Vincent Klyn) de-a lungul Coastei de Est a Statelor Unite într-un viitor postapocaliptic.

## Actori
- Jean-Claude Van Damme este Gibson Rickenbacker
- Deborah Richter este Nady Simmons
- Vincent Klyn este Fender Tremolo
- Dayle Haddon este Pearl Prophet
- Alex Daniels este Marshall Strat
- Blaise Loong este Furman Vux / Pirate / Bandit
- Rolf Muller este Brick Bardo
- Haley Peterson este Haley
- Terrie Batson este Mary
- Jackson 'Rock' Pinckney este Tytus / Pirate